# Lia Taburcean
Lia Taburcean (n. 24 iulie 1997, Verejeni, Raionul Telenești) este o cântăreață și compozitoare din Republica Moldova. 

## Carieră

### 2016:Piesa ”La Nunta Asta”
Lia Taburcean în anul 2016 a devenit cunoscută în Republica Moldova, România și alte tări, după succesul cu piesa „La nunta asta”, ulterior menținându-și popularitatea cu piese precum „Ca-n Filme Indiene” sau „Când Eu Iubesc”  și altele.

## Viața personală
Lia, fiind invitată în decembrie 2018 la emisiunea „Istoriile Gloriei”, a dezvăluit publicului larg faptul că este un copil înfiat de familia ei, și de fapt, părinții adoptivi ar fi dorit să adopte un alt copil. De asemenea, ea a menționat că a fost însărcinată de la viitorul ei soț, cu care în vara anului 2018 trebuia să facă nunta, însă a pierdut sarcina și, din motive personale, s-au despărțit.  

## Discografie

### Videoclipuri
- Când Eu Iubesc [10]
- La nunta asta [11]
- Cuscră [12]
- Mânză [13]
- Scârț Scârț feat. Kapushon [14]
- Socrița Mea [15]
- Ca-n Indien Filme [16]
- Undeva la București  [17]
- Tudore feat. Gloria Gorceag [18]
- El Pe Mine [19]
- Cântă Lia [20]
- O Istorie [21]
- Rămâi Iubire